# Economics School of Louvain
 (septembre 2013).
L'École des Sciences économiques (Economics School of Louvain) ou ECON, est une école d'économie, issue de la faculté des Sciences économiques, sociales, politiques et de communication de l'université catholique de Louvain et du département des Sciences économiques de l'université de Namur (anciennement FUNDP) établie en Belgique à Louvain-la-Neuve et Namur.
L'Economics School of Louvain compte 150 étudiants de master, 100 doctorants et 80 professeurs chercheurs et issus du monde de l'entreprise.
Le Master en sciences économiques, orientation générale, a reçu en 2012 le label Master International de l'UCLouvain en reconnaissance du travail entrepris depuis de nombreuses années par l'École des sciences économiques dans l'internationalisation de ses programmes.

## Classement
Les masters de l'ESL sont classés 83e (dans le monde) et 33e (en Europe) dans le classement QS 2024.

## Historique
L'ESL est une école d'économie dépendante de l'université catholique de Louvain qui organise conjointement avec le département des sciences économiques de l'Université de Namur un programme de Master en sciences économiques.

## Diplômes délivrés
- Baccalauréat en économie et de gestion, en collaboration avec la Louvain School of Management (LSM).
- Master en sciences économiques (professional track) (2 ans, 120 crédits)
- Master en sciences économiques (research track) (2 ans, 120 crédits)
- Master en sciences économiques, à finalité didactique (2 ans, 120 crédits)
- Master en sciences économiques (1 an, 60 crédits)
- Advanced Master in International and Development Economics (1 an, 60 crédits)
- Masters Doubles Diplômes conjointement avec des universités partenaires étrangères :
1. Bocconi University (Milan): General Economics (Research track)
2. Maastricht University : Sustainable and Applied Economics (Profession track)
3. Università degli Studi di Milano : Economics & Politics (Profession track)
4. Università degli Studi di Milano : Economics & Finance (Research track)
5. Universidade Catolica Portuguesa (Lisboa): General Economics  (Professional & Research track)
6. EAFID (Medellin) : General Economics  (Professional track)
7. EAFID (Medellin) : Economics and Finance  (Professional and research track)
8. Université de Strasbourg : European Economics (Professional track)

- L'ESL co-organise également le master QEM – Erasmus Mundus : Quantitative Economics
- Doctorat en sciences économiques et de Gestion

## Programme
L'ESL offre en master un cursus français, anglais ou bilingue proposant des options spécialisées dans différents sous-domaines de l'économie : macroéconomie, finance, économie monétaire et financière, développement, économie du travail, économie publique, économie industrielle et économie internationale.

## Recherche
Les activités de recherche au sein de l'Economics School of Louvain sont organisées autour de centres d'excellence recouvrant différentes sous-disciplines de l'économie:
- CORE : Center for operations research and econometrics
- IRES :   Institut de recherches économiques et sociales (qui édite Regards économiques la revue des économistes de l'Université catholique de Louvain[4])
- ETES : Chaire Hoover d'éthique économique et sociale.

## Professeurs
https://uclouvain.be/en/faculties/espo/esl/academic-staff.html